# Mansour Boutabout
Mansour Boutabout (Le Creusot, 20 september 1978) is een Algerijnse voetbalspeler. Zijn positie is aanvaller. Hij komt sinds augustus 2008 uit voor KV Kortrijk. Eerder speelde hij voor FC Gueugnon, Le Mans UC, CS Sedan Ardennes en Angers SCO.
Boutabout werd 21 maal geseleceerd voor de nationale ploeg van Algerije. Hij scoorde zes keer voor Algerije.